# Феличе Джимонди
Феличе Джимонди (на италиански: Felice Gimondi) е италиански професионален шосеен колоездач. С победата си в Обиколката на Испания през 1968 само три години след като става професионалист, той става вторият колоездач след Жак Анкетил, който печели и трите гранд-тура. Към 2022 г. само седем колоездачи са печелили и трите обиколки. Джимонди печели веднъж Обиколката на Франция, три пъти Обиколката на Италия и веднъж Обиколката на Испания. Печели също класиките Обиколка на Ломбардия (1966 и 1973 г.), Милано – Сан Ремо (1974 г.) и Париж – Рубе. При това постига всички тези победи, въпреки че кариерата му се развива по същото време като тази на Еди Меркс.
|  | Тази страница частично или изцяло представлява превод на страницата Felice Gimondi и страницата „Джимонди, Феличе“ в Уикипедия на английски и руски език. Оригиналните текстове, както и този превод, са защитени от Лиценза „Криейтив Комънс – Признание – Споделяне на споделеното“, а за творби, създадени преди юни 2009 година – от Лиценза за свободна документация на ГНУ. Прегледайте историята на редакциите на оригиналните страници тук и тук, за да видите списъка на техните съавтори. ВАЖНО: Този шаблон се отнася единствено до авторските права върху съдържанието на статията. Добавянето му не отменя изискването да се посочват конкретни източници на твърденията, които да бъдат благонадеждни. |